# Marieke van den Ham
Marieke van den Ham, född 21 januari 1983 i Wierden, är en nederländsk vattenpolospelare. Hon ingick i Nederländernas landslag vid olympiska sommarspelen 2008.
Marieke van den Ham tog OS-guld i damernas vattenpoloturnering i samband med de olympiska vattenpolotävlingarna 2008 i Peking. Hennes målsaldo i turneringen var nio mål.